# 短萼核果茶
短萼核果茶（学名：Pyrenaria brevisepala）为山茶科核果茶属下的一个种。

## 扩展阅读
- 維基物種上的相關：短萼核果茶